# Andesia huncalensis
Andesia huncalensis là một loài bướm đêm trong họ Noctuidae.